# 俺の嫁はあいつの妻
『俺の嫁はあいつの妻』（おれのよめはあいつのつま）は、本宮ひろ志による日本の漫画作品である。『週刊ヤングジャンプ』（集英社）にて2011年21号から同年46号まで連載された。全21話。単行本は同社ヤングジャンプコミックスにて全2巻。

## ストーリー
1人の女性が2人の男性を夫にしているという複雑な関係から物語が始まる。

## 書誌情報
- 本宮ひろ志 『俺の嫁はあいつの妻』 集英社〈ヤングジャンプ・コミックス〉、全2巻
  1. 第1巻 ワイフシェアリング編 2011年12月19日発売 ISBN 978-4-08-879234-7
  2. 第2巻 レンタル亭主編 2011年12月19日発売 ISBN 978-4-08-879235-4